# Tonči Glavina
Tonči Glavina (ur. 30 grudnia 1980 w Splicie) – chorwacki polityk, przedsiębiorca i menedżer, w latach 2017–2024 sekretarz stanu, a od 2024 minister turystyki i sportu.

## Życiorys
Kształcił się w Wesley College w mieście Dover. Odbył na tej uczelni studia z ekonomii biznesu i marketingu, w 2005 uzyskał magisterium. Pracował w Stanach Zjednoczonych jako kierownik domu studenckiego i kierownik projektu w przedsiębiorstwie Heritage Building Group. Od 2007 zajmował w Chorwacji dyrektorskie stanowiska w spółkach prawa handlowego. Był współzałożycielem i wiceprezesem chorwackiego stowarzyszenia restauratorów. Zaangażował się w działalność polityczną w ramach Chorwackiej Wspólnoty Demokratycznej (HDZ). Został wiceprezesem działającego przy tym ugrupowaniu zrzeszenia przedsiębiorców i rzemieślników. Był też radnym żupanii splicko-dalmatyńskiej.
W latach 2017–2024 zajmował stanowisko sekretarza stanu w resorcie turystyki i sportu. W maju 2024 stanął na czele tego ministerstwa w nowo powołanym trzecim rządzie Andreja Plenkovicia.